# Камбоджа

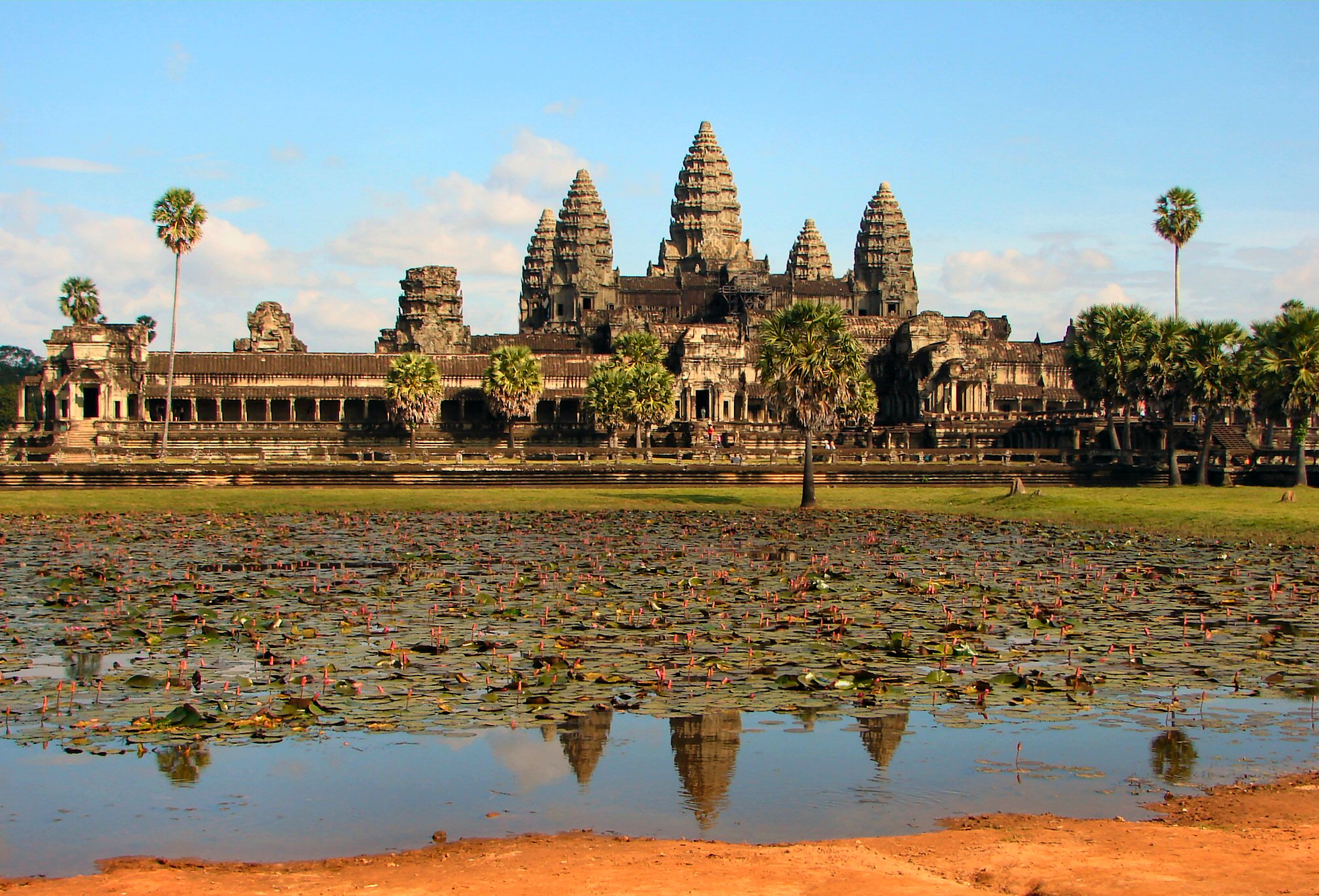
Ангкор-Ват

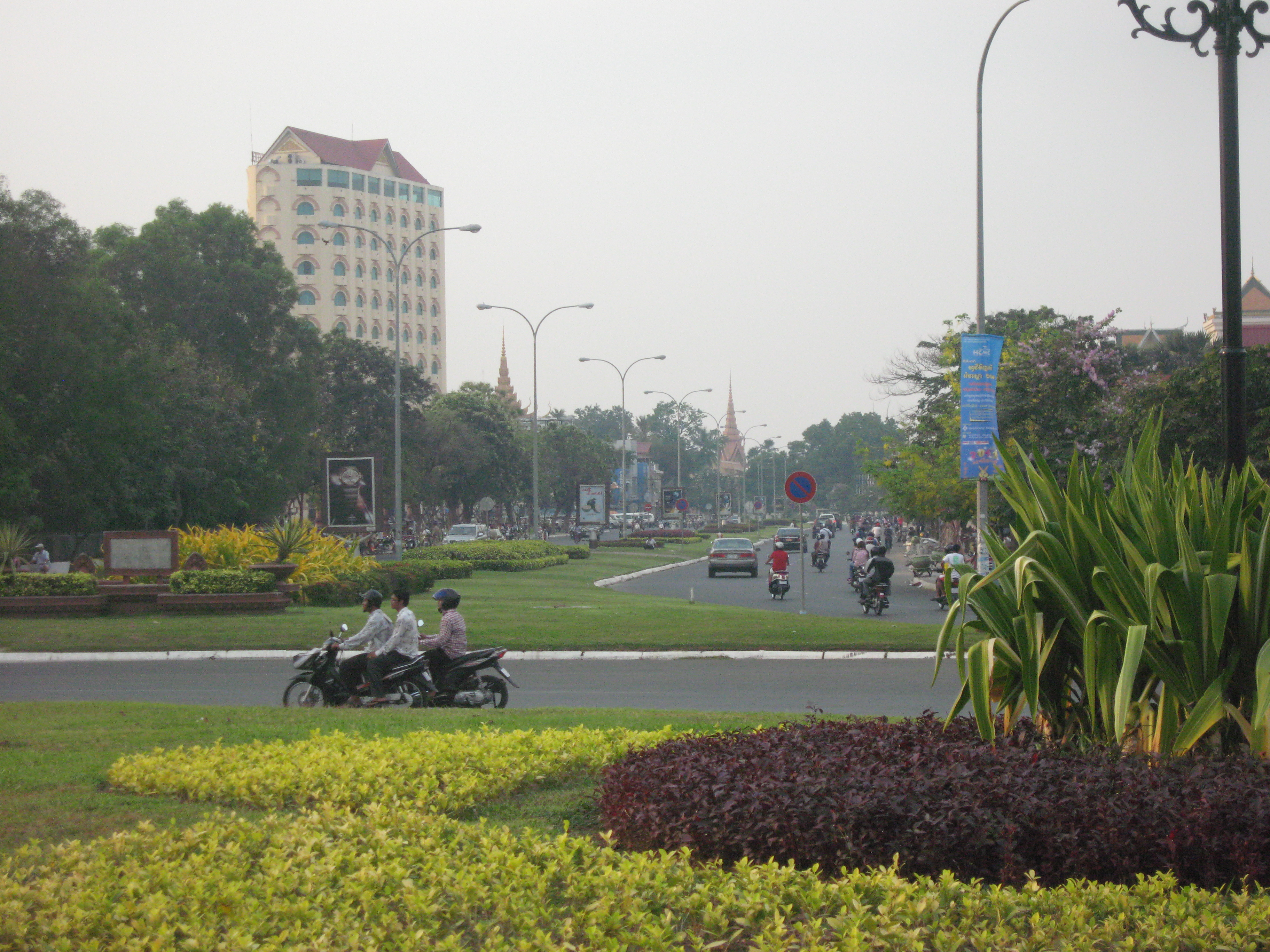
Пномпень

Камбо́джа (кхмер. កម្ពុជា), офіційно — Королі́вство Камбо́джа (кхмер. ព្រះរាជាណាចក្រកម្ពុជា) — держава у Південно-Східній Азії, що межує на півночі та північному заході із Таїландом, на півночі з Лаосом, на сході і південному сході з В'єтнамом та омивається на південному сході Південнокитайським морем; територія 181 035 км2; столиця та найбільше місто країни — Пномпень.
Голова держави: принц Нородом Сіамоні з 2004 року; голова уряду: Хун Манет з 2023 року; політична система: перехідна.

## Природа
Камбоджа розташована в Південно-Східній Азії на півострові Індокитай. Маючи територію у 181 035 км² (89-е місце за площею у світі), Камбоджа межує з В'єтнамом на сході та південному сході, з Лаосом на північному сході, на півночі та заході з Таїландом. На півдні та південному заході Камбоджа омивається водами Сіамської затоки. 

### Геологічна будова
Геологічна будова країни відзначається складним поєднанням давніх кристалічних фундаментів, осадових товщ різного віку та молодих алювіальних нашарувань, пов'язаних з річковими системами. Територія Камбоджі належить до Східно-Індокитайського геологічного блоку, що сформувався протягом протерозойської та палеозойської ери. Найстаріші породи країни представлені метаморфічними комплексами архею і протерозою — гнейсами, кристалічними сланцями, кварцитами, що виходять на поверхню переважно в гірських районах півночі та заходу. Палеозойські відклади представлені пісковиками, вапняками, кременистими сланцями. 
Мезозойська ера залишила значний слід у геології Камбоджі. Особливо важливими є породи тріасу та юри, які представлені червоними пісковиками та глинистими сланцями. У цей час відбувались тектонічні рухи, що підняли окремі ділянки кристалічного фундаменту, утворюючи височини і гірські масиви. Крейдовий період позначився інтенсивним вивітрюванням, накопиченням потужних товщ латеритів. У кайнозої відбулося формування сучасної річкової мережі та алювіальних рівнин. 

### Рельєф
Територія Камбоджі переважно рівнинна та вкрита лісами — центральну її частину складає алювіальна рівнина, сформована басейнами річки Меконг та озера Тонлесап. Іноді на рівнині трапляються невеликі пагорби (пноми), проте їх висота не перевищує 200 м над рівнем моря. На кордоні з Таїландом на півночі рівнина обмежена схилами гір Дангредо заввишки 70—500 м, на схід від долини Меконга вона впирається у плато на кордоні з В'єтнамом. Із заходу до південного сходу Камбоджу перетинає гряда Кардамонових (висотою до 1700 м) та Слонових гір (висотою до 1000 м). Ці гори відділяють центральну рівнину від прибережної ділянки на узбережжі Сіамської затоки. У Кардамонових горах знаходиться й найвища гора країни Пном Ораль висотою 1810 м.

### Клімат
Клімат Камбоджі тропічний мусонний, що характерно для усієї Південно-Східної Азії. Протягом року чергуються сухий (з грудня до квітня) та вологий (з травня до листопада) сезони. Середньорічна температура становить близько +27 °C. У гірських районах температура дещо нижча, а на узбережжі — більш стабільна завдяки впливу моря..

### Гідрографія
Поверхневі води Камбоджі надзвичайно багаті. Головну річкову систему утворює Меконг, одна з найбільших річок світу. Річка протікає територією країни з півночі на південь і служить важливим джерелом зрошення, рибальства та транспорту. Особливу роль відіграє озеро Тонлесап, яке під час сезону дощів збільшує свою площу в 4—5 разів завдяки зворотному течії річки Тонлесап. Це унікальне природне явище забезпечує родючість навколишніх земель і багатство рибних ресурсів. Окрім Меконгу та Тонлесапу, Камбоджа має багато малих річок і водоспадів, особливо в гірських районах. 

### Ґрунти і рослинність
На території Камбоджі переважають алювіальні та латеритні ґрунти. Алювіальні ґрунти поширені у долині Меконгу. На підвищених ділянках формуються латеритні ґрунти, у гірських районах — червоні та жовті фералітні ґрунти. 
До середини ХХ століття понад 70 % території Камбоджі було вкрито тропічними лісами, однак через інтенсивну вирубку цей показник значно знизився. Наразі лісами зайнято приблизно 45 % території країни. Основним типом рослинності залишаються вологі тропічні ліси. На сході країни поширені савани та високотравні луки, на півдні — манґрові зарості та прибережні ліси. Водно-болотною рослинністю вкриті береги озера Тонлесап та численних дрібних озер.

### Фізико-географічне районування
Ландшафти країни сформувались під впливом тропічного мусонного клімату, складної геологічної будови та річкової системи Меконгу. Камбоджа лежить у межах Індокитайської фізико-географічної країни, де основними є два типи ландшафтів: 1 — субекваторіальні лісо-саванові; 2 — субекваторіальні лісові.
Територію Камбоджі можна поділити на 5 фізико-географічних областей:
- Північні плато та гори Дангрек (підняте плато з хвилястим рельєфом; сухі саванові луки і рідколісся, що чергуються з ділянками вічнозелених тропічних лісів);
- Центральна рівнина Меконгу та басейн Тонлесап (рівнина з переважно плоским рельєфом; савана, вторинні чагарники і рідколісся, сільськогосподарські угіддя);
- Південно-західна гірська область (Кардамонові гори та Слонові гори; середньогір'я з крутим розчленуванням,  ущелинами, водоспадами та річковими долинами; схили вкриті густими вологими тропічними лісами);
- Східні плато (горбисті височини плато Корет; мозаїка тропічних лісів і саван, ділянки каучукових та кавових плантацій)
- Південні прибережні рівнини та плато (низовини та прибережні рівнини, що на сході переходять у підвищені плато; уздовж узбережжя поширені мангрові ліси та солончаки, на плато ростуть вологі тропічні ліси)

## Населення
За даними на 2010 рік населення країни становить 14 138 255 осіб, близько 90 % з них — кхмери. Частина, що залишилася представлена головним чином в'єтнамцями, китайцями, тямами і гірськими кхмерами. Приріст населення на 2010 рік складає приблизно 1,71 %. Гендерний склад: 960 чоловіків на 1000 жінок. Середня тривалість життя становить 62,7 року (60,3 років — у чоловіків і 65,1 років — у жінок). Міське населення за даними на 2010 рік — 24 %. Рівень грамотності на 2004 рік: 73,6 % (84,7 % чоловіків і 64,1 % жінок).
Найбільші міста Камбоджі:
- Пномпень — 2 234 566 осіб;
- Баттамбанг — 250 000 осіб;
- Сіємреап — 171 800 осіб;
- Сіануквіль — 132 000 осіб;
- Пойпет — 89 549 осіб.

### Мови
Близько 96 % населення країни говорить кхмерською мовою, яка належить до австроазійської мовної сім'ї та є єдиною офіційною мовою Камбоджі. Як друга мова в колоніальні часи була поширена французька, однак її використання останнім часом різко скоротилося. У минулому французька використовувалась як мова освіти в багатьох школах і університетах, а також, дуже обмежено, урядом країни. Цю мову ще пам'ятає дехто з людей похилого віку. В останні десятиліття найбільш привабливими й досліджуваними іноземними мовами стали англійська і китайська.
Поширені також мови національних меншин країни, в'єтнамська, лаоська, тайська мови. Власними мовами говорять тями та гірські народи: зярай (джарай), еде (раде), тампуани, мнонги, стієнги, соуть, поар, самре, куї та ін.

## Економіка
Експорт: каучук, рис, перець, деревина, велика рогата худоба.

## Історія
У 1953 р. отримано незалежність від Франції. У період правління Червоних кхмерів (1975—1979) близько 1,5 мільйона камбоджійців було вбито. В'єтнамське вторгнення 1978 р.; Народна Республіка Кампучія (поки в'єтнамські війська не були виведені з її території).
Мирна угода 1991 року встановила перехідний уряд ООН в Кампучії для управління країною в перехідний період разом з багатопартійною Національною Верховною Радою. Відмова від комунізму в 1991 р.; звільнення політичних в'язнів, проголошення свободи слова й освіти, нових політичних партій в 1992 р. Відмова Червоних кхмерів від роззброєння відповідно до процесу мирного врегулювання; рішення Ради Безпеки ООН накласти обмежене ембарго на торгівлю з областями країни, контрольованими кхмерськими партизанами в 1992 р.
На вільних виборах 1993 року переміг Об'єднаний Фронт за Незалежну, Нейтральну, Мирну та Об'єднану Камбоджу. У 1995 році червоні кхмери й досі контролювали одну п'яту частину території країни.

## Міжнародні відносини
24 липня 2025 року між Таїландом та Камбоджею спалахнули бойові дії. Конфлікт розпочався на спірній ділянці біля храму Та Муен Том, в ході якого сторони застосували важке озброєння — «Гради», артилерію, міномети, РПГ та F-16. Тайський винищувач F-16 завдав ударів по військовій цілі у Камбоджі. Відомо було про щонайменше 12 загиблих, зокрема 11 мирних жителів. Обидві країни звинуватили одна одну у розв'язанні зіткнення. Таїланд закрив свій кордон з Камбоджею. У Міністерстві оборони Камбоджі зазначили, що літаки скинули дві бомби на дороги. Камбоджа рішуче засудило військову агресію Таїланду. Сутички розпочалися внаслідок того, як Таїланд відкликав свого посла з Камбоджі та оголосив про висилку камбоджійського дипломата з Бангкока. Причиною стало поранення другого за тиждень тайського військового, який втратив кінцівку внаслідок підриву на міні. За твердженням Бангкока, її нещодавно було встановилено у спірній прикордонній зоні.

## Адміністративний поділ
Територія країни поділяється на 20 провінцій (кхет) та чотири міста центрального підпорядкування (кронг). Провінції діляться на округи (срок), які, у свою чергу, складаються з комун (кхум). Міста центрального підпорядкування поділяються на райони (кхан), що складаються з кварталів (сангкат).

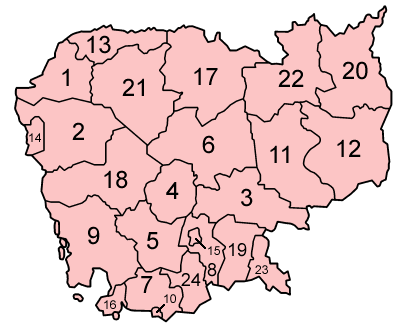
Адміністративний поділ Камбоджі

Перелік адміністративних одиниць Камбоджі
| 1. Бантеаймеантьєй 2. Баттамбанг 3. Кампонгтям 4. Кампонгчнанг 5. Кампонгспи 6. Кампонгтхом 7. Кампот 8. Кандаль 9. Кахконг 10. Каеп 11. Кратьєх 12. Мондолькірі |  | 13. Оддармеантьєй 14. Пайлін 15. Пномпень 16. Сіануквіль 17. Преахвіхеа 18. Поусат 19. Прейвенг 20. Ратанакірі 21. Сіємреап 22. Стингтраенг 23. Свайріенг 24. Такео |  |  |